# Storielle del bosco viennese
Storielle del bosco viennese (Geschichten aus dem Wienerwald, in lingua originale) op. 325, è un valzer di Johann Strauss figlio.

## Descrizione

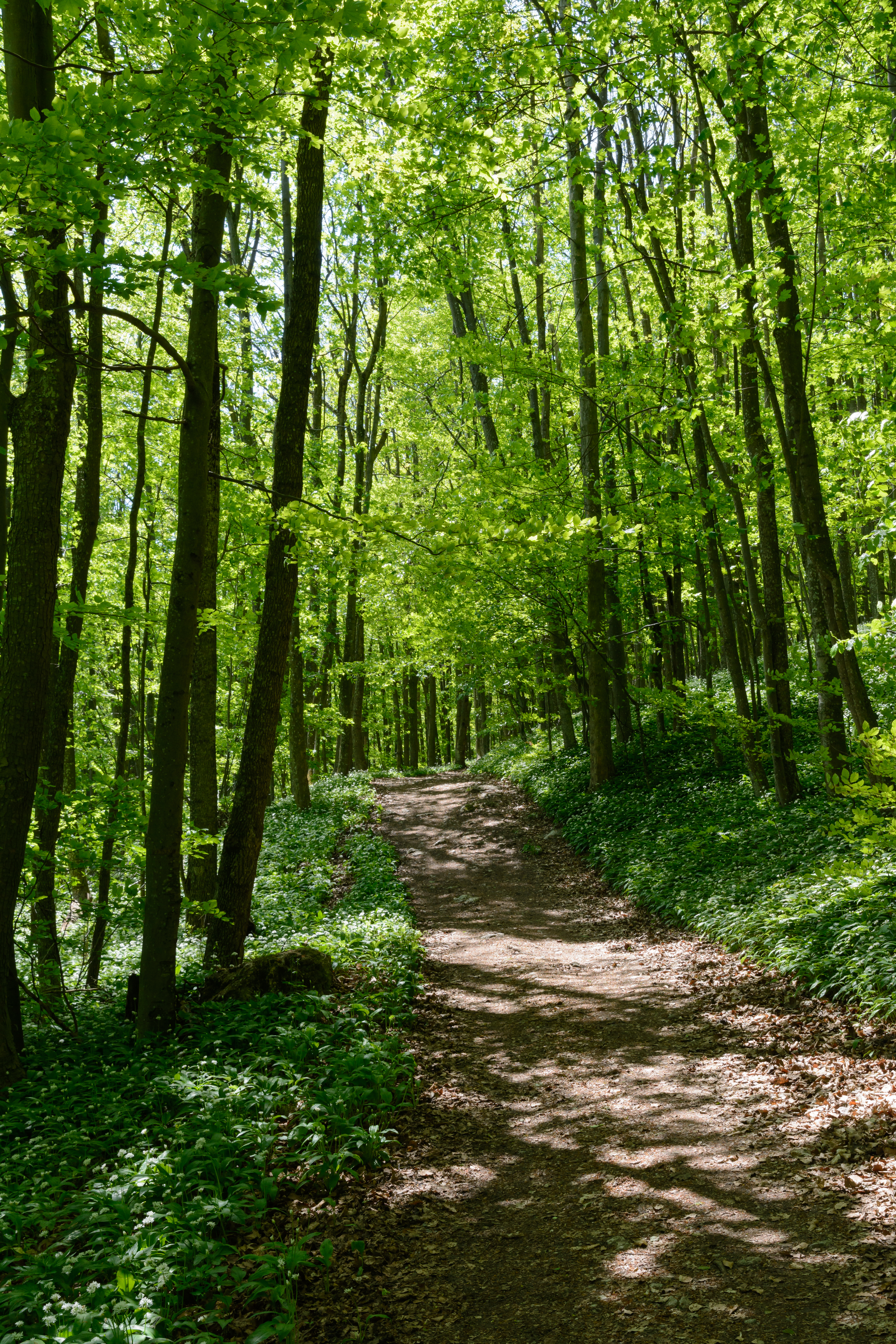
Selva Viennese

La prima edizione per pianoforte del valzer Geschichten aus dem Wienerwald oltre a raffigurare scene di vita quotidiana degli abitanti dei boschi viennesi, recava anche la dedica al principe Constantin Hohenlohe-Schillingsfürst (1828-1896), al quale Strauss aveva dedicato il lavoro.
Il valzer ebbe la sua prima esecuzione proprio nel palazzo del principe a Vienna, durante l'estate del 1868.
Una lettera non datata di quegli anni, indirizzata al compositore della principessa Marie Hohenlohe-Schillingsfürst, moglie del principe, riporta:
(Principessa Hohenlohe)
Il 22 giugno 1868 Johann Strauss eseguì durante una manifestazione pubblica il suo valzer Geschichten aus dem Wienerwald davanti a un pubblico di 5000 persone in occasione dei festeggiamenti per l'inizio dell'estate organizzati dalla Wiener Männergesang-Verein (Associazione corale maschile di Vienna).
Non fu tuttavia questa la prima esecuzione pubblica del lavoro: tre giorni prima nel Volksgarten, durante un concerto di beneficenza straordinario organizzato da tutti e tre i fratelli Strauss, il 19 giugno, Johann stesso eseguì i suoi nuovi lavori (fra i quali Geschichten aus dem Wienerwald) che, talmente acclamati dal pubblico, furono ripetuti per più di quattro volte ciascuno.
Una particolare ammirazione suscitò nel pubblico il valzer che con le sue melodie dai toni rustici dell'introduzione evocava le passeggiate nel bosco viennese, tanto care ai cittadini viennesi, lungo le pendici boscose delle Alpi Orientali, nella zona situata a nord-ovest di Vienna.

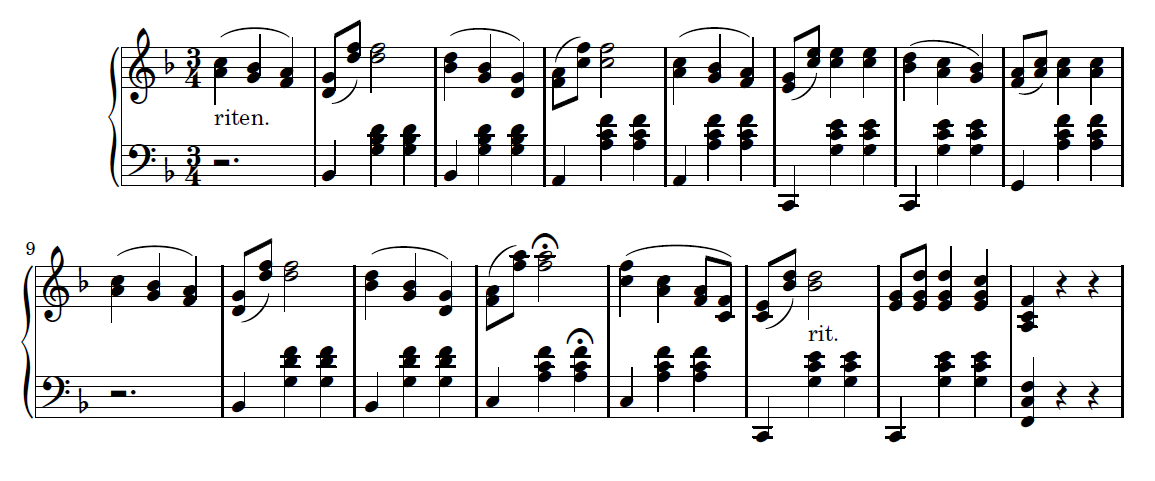
Spartito dell'assolo dello zither.

Tale atmosfera bucolica venne ricreata da Strauss anche grazie all'uso di uno strumento comune come la cetra e ai ritmi tipici del ländler nell'introduzione e nella coda; Strauss volle sottolineare in questo modo gli stretti legami esistenti tra il valzer viennese e la musica contadina della Bassa Austria.
Molti di questi aspetti tipici della vita contadina vennero anche raffigurati sulla prima copertina dell'edizione per pianoforte, assieme ad altri personaggi ripresi mentre svolgono attività comuni della vita di campagna: giovani amanti che si godono un momento di isolamento, uomini che giocano ai birilli altri ancora che vanno a caccia e, ovviamente, il suonatore di cetra.

## Concerto di Capodanno di Vienna
L'avvento del Concerto di Capodanno di Vienna è il seguente.
| - 1939 - Clemens Krauss - 1945 - Clemens Krauss - 1953 - Clemens Krauss - 1957 - Willi Boskovsky - 1959 - Willi Boskovsky | - 1964 - Willi Boskovsky - 1974 - Willi Boskovsky - 1983 - Lorin Maazel - 1990 - Zubin Mehta - 1994 - Lorin Maazel | - 1999 - Lorin Maazel - 2005 - Lorin Maazel - 2014 - Daniel Barenboim - 2018 - Riccardo Muti |

## Nel cinema
Film che hanno adoperato questo valzer:
- Il grande valzer (The Great Waltz), regia di Julien Duvivier (1938)
- Il sospetto, regia di Alfred Hitchcock (1941)
- E la nave va, regia di Federico Fellini
- Fuga da Sobibor, regia di Jack Gold